# Anton Abele
Anton Amadé Abele, född 10 januari 1992 i Oscars församling i Stockholm, är en svensk politiker (moderat), aktivist, krönikör och debattör. Han var riksdagsledamot (ersättare respektive statsrådsersättare) 2010–2014 för Stockholms kommuns valkrets.
Abele engagerade sig mot gatuvåld, efter dödsmisshandeln i Stockholm den 6 oktober 2007, den som resulterade i att Riccardo Campogiani avled, och han skapade Facebookgruppen Bevara oss från gatuvåldet, som mycket snabbt fick över 100 000 medlemmar. Den 12 oktober 2007 arrangerade Abele en manifestation mot gatuvåldet och över 10 000 ungdomar och vuxna närvarade i Kungsträdgården i Stockholm.
År 2007 grundade Abele organisationen Stoppa gatuvåldet. Han är dessutom en flitig besökare på olika antivåldsmöten, dit han blivit inbjuden. Han är en regelbundet anlitad föreläsare och temat för hans föreläsningar brukar vanligtvis vara gatuvåldet, men på senare tid har det främst handlat om barns deltagande och rättigheter i beslutsprocesser i samhället. I början av 2009 blev han krönikör i ungdomsmagasinet Piraja[källa behövs] och i september 2010 inledde han ekonomistudier vid Handelshögskolan i Stockholm, studier som han bedrev samtidigt som han satt i riksdagen under mandatperioden 2010–2014.
Abele var också kommunikationschef för pensionsbolaget Allra till dess att Pensionsmyndigheten 2017 meddelade att bolagets fonder ska avregistreras från fondtorget, vilket skedde efter sparares upprepade klagomål. Han var en av de i ledande position som var med och förnekade anklagelsen mot de i Hovrätten senare dömda personer i bolaget.

## Föreningen Stoppa gatuvåldet

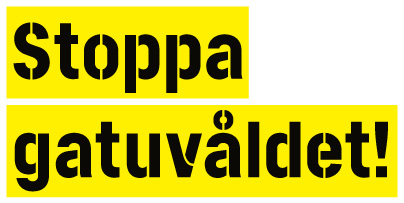
Stoppa gatuvåldets logotyp

En ideell förening med namnet Stoppa gatuvåldet skapades av Abele efter manifestationen den 12 oktober 2007. Idag arbetar föreningen aktivt och driver flera projekt mot våld. Den huvudsakliga inriktningen är att upplysa om våldets konsekvenser. I gruppen, som är politiskt och religiöst obunden, ingår både ungdomar och vuxna. Den 10 februari 2008 arrangerades seminariet Stoppa Gatuvåldet som samlade över tusen ungdomar och vuxna i Stockholms stadshus. På valborgsmässoafton 2009 lanserade föreningen ett nytt initiativ, Stoppa Gatuvåldet – On Tour, som var en ny ambulerande mötesplats och samtalsstation för unga. Syftet var att erbjuda ungdomar anonyma samtalsstöd direkt på plats om man upplevt kränkningar, hot eller våld. Projektet testades först i Stockholm på Medborgarplatsen och Sergels torg. Cirka 400 ungdomar besökte stationen.

## Riksdagsledamot
Abele kandiderade till riksdagen i valet 2010. Under sin personvalskampanj publicerade han på Youtube några videor som parodierades av andra Youtube-användare. Han försökte då först stoppa alla videor med hänvisning till upphovsrätten, men valde sedan att radera ursprungsmaterialet.
I riksdagsvalet 2010 blev Abele femte ersättare för Moderaterna i Stockholms kommuns valkrets. Efter valet tjänstgjorde han under knappt en veckas tid i oktober 2010 som ersättare i riksdagen för H.G. Wessberg, tills Wessberg avsade sig uppdraget som riksdagsledamot. Från 26 oktober 2010 blev Abele istället statsrådsersättare i riksdagen för kulturminister Lena Adelsohn Liljeroth. Genom sitt uppdrag som ersättare i riksdagen blev Abele 18 år gammal den dittills yngste person som tjänstgjort som ledamot i Sveriges riksdag.
I riksdagen var han suppleant i arbetsmarknadsutskottet 2012–2014 och justitieutskottet 2010–2014.
Sommaren 2013 meddelade han att han inte avsåg kandidera till riksdagen i valet 2014.
Fram till maj 2014 hade Abele lämnat in tio motioner, av vilka fyra behandlade körskolor, körlektioner och körkort, två CSN-bidrag, en kärnkraft, en mobilabonnemang, en kameraövervakning och en taxibranschen.

## Tal och anföranden
Abele har hållit flera tal och anföranden. Europarådet inbjöd honom att delta i konferensen Building a Europe for and with children-towards a strategy for 2009–2011 i Stockholm den 8 september 2008, och att där hålla talet Children changing societies. På valborgsmässoaftonen 2008, höll han det traditionella vårtalet på Skansen på temat ”Förändring”. Vid manifestationen mot gatuvåld den 12 oktober 2007 höll han ett kortare tal inför över 10 000 personer, som samlats i Kungsträdgården i Stockholm för att visa sitt motstånd mot gatuvåldet.

### Utmärkelser
Abele har för sitt initiativ belönats flera gånger. Bland annat fick han Free Your Mind-priset på MTV-galan i München den 1 november 2007. Han framröstades till "Årets stockholmare 2007" av tidningarna Stockholm City och Dagens Nyheter. Kung Carl XVI Gustaf uppmärksammade Abeles initiativ i det TV-sända jultalet den 25 december 2007. I maj 2008 utnämndes Abele och Stoppa gatuvåldet-kampanjen till årets viktigaste kommunikationsinsats.

### Kritik
Abele fick utstå kritik i januari 2013 för att ha plagierat ett tal av Barack Obama i ett tal om urban säkerhet som han höll i Paris i december 2012 på en konferens.

## Övrigt
År 2013 var Abele sommarpratare i Sveriges Radio P1. Han medverkade i november 2014 i SVT:s Sommarpratarna.